# مدينة صحية
المدينة الصحية (أو المدن الصحية) هو مصطلح يستخدم في الصحة العامة والتصميم العمراني لإعطاء انطباع عن السياسة في الصحة. وقد تم اشتقاق الشكل الحديث لمصطلح المدينة الصحية من مبادرة منظمة الصحة العالمية للمدن والقرى الصحية التي انطلقت عام 1986، ولكن تاريخ هذا المصطلح يعود إلى منتصف القرن التاسع عشر. وقد تم تطوير المصطلح بالاشتراك مع الاتحاد الأوروبي، ولكنه أصبح مصطلحًا دوليًا كطريقة لإنشاء سياسة صحية عامة على المستوى المحلي من خلال ما يعرف بالتعزيزات الصحية. ويؤكد ذلك على الأبعاد المتعددة للصحة كما تم وضع دستور منظمة الصحة العالمية وميثاق أوتاوا لتعزيز الصحة. كما يُستخدم مصطلح المجتمعات الصحية أو ما يُعرف في بعض مناطق أمريكا اللاتينية باسم Municipios saludables، كبديل لهذا المصطلح.

## المناهج
تتبع العديد من ولايات الاختصاص برامج لإعداد مجتمعات موفورة بالصحة، بحيث يمكن للمدن التقدم للمشاركة في هذه البرامج والحصول على لقب «مدينة صحية» من منظمة الصحة العالمية. وينص تعريف منظمة الصحة العالمية للمدينة الصحية على ما يلي:
"المدينة التي تعمل باستمرار على إعداد وتطوير بيئة طبيعية واجتماعية وعلى تعريف سكانها بكيفية تنمية موارد مجتمعهم
ودعم بعضهم البعض في تنفيذ جميع أنشطة الحياة وفي التطوير باستغلال جميع ما لديهم من إمكانيات كامنة".
إلا أن هناك صعوبة في قياس المؤشرات المطلوبة ووضع المعايير وتحديد تأثير كل مكوِّن على الصحة. ففي بعض المناطق، مثل أوروبا، يدخل تقييم الآثار الصحية ضمن العناصر المطلوبة لوضع السياسة العامة.
وهناك العديد من شبكات المدن الصحية، من بينها شبكات على مستوى أوروبا،  وعلى مستوى العالم، مثل التحالف من أجل مدن صحية. ومن السمات الهامة في المدن الصحية وضع المحددات الاجتماعية للصحة في عين الاعتبار عند التصميم العمراني والحوكمة الحضرية. وقد جاء الاحتفال بـيوم الصحة العالمي لعام 2010، على سبيل المثال، تحت شعار «التحضر والصحة». ومن أحد عناصر إعداد المدن الصحية هي القيام بمشروعات اجتماعية.

## كتابات أخرى
- Kenzer M. Healthy cities: a guide to the literature. Environment and Urbanization, 11(1), April 1999.
- Boonekamp GMM et al. Healthy Cities Evaluation: the co-ordinators perspective. Health Promotion International 14(2): 103, 1999.
- Special Supplement on European Healthy Cities. Health Promotion International, Volume 24, Supplement 1, November 2009.
- J Ashton, P Grey, K Barnard. المدن الصحية — المبادرة الجديدة للصحة العامة من منظمة الصحة العالمية. Health Promotion International, 1(3): 319-324, 1986.

## روابط خارجية.
- منظمة الصحة العالمية - المدن الصحية